# 권도 동계문집 목판
권도 동계문집 목판(權濤 東溪文集 木板)은 대한민국 경상남도 산청군에 있는 , 조선 중기의 문신인 동계 권도(權濤,1575∼1644)의 시문을 모아 간행한 책판이다. 1983년 8월 12일 경상남도의 유형문화재 제233호 동계선생 문집책판으로 지정되었다가, 2018년 12월 20일 현재의 명칭으로 변경되었다.

## 개요
이 책판은 조선 중기의 문신인 동계 권도(權濤,1575∼1644)의 시문을 모아 간행한 것이다.
권도는 39세 때 가을 증광시에 급제하여 벼슬에 나아가기 시작하였으며, 내외직을 두루 역임하였다.
이 책판은 순조 9년(1809)에 간행하였고, 전부 8권으로 되어 있으며 서문은 입재 정종노(1738~1816)가 썼고, 발문은 김굉이 썼다. 권1∼2에는 시, 권3에는 만(挽), 시보다 산문성이 강한 글인 부 그리고 권4에는 교서, 소, 답사, 계사, 권5에는 서, 권6에는 잡서, 침, 책문, 표전, 전문, 권7에는 축문, 제문, 묘비에 적는 글인 묘갈, 명지, 행장, 권8에는 부록, 년보가 들어가 있다.
이 책판에는 위와 같은 다양한 글들이 실려 있어서 당시 향촌사회의 모습을 연구하는데 좋은 자료가 될 것으로 평가된다.

## 도난 및 회수
권도 동계문집 목판은 경남 산청군 안동권씨 종중 장판각에 보관돼 오다 2016년 6월 도난당했다.
문화재청은 2018년 11월 도난 목판과 관련된 첩보를 입수한 뒤 수사에 들어갔고 실제 목판을 훔치거나 유통을 주도한 2명을 파악해 경찰에 알렸다. 도난당한 목판은 이들의 자가 창고에 보관된 상태였던 것으로 전해졌다.
2020년 2월 경찰은 이들 2명을 입건하고 관련 사건을 조사하고 있다.

## 같이 보기
- 권도

## 참고 문헌
- 권도 동계문집 목판 - 국가유산청 국가유산포털